# Podatek przychodowy
Podatek przychodowy – podatek od przychodu, podatek bezpośredni, pobierany jest od przychodów podmiotów, które prowadzą działalność gospodarczą. Podstawą opodatkowania jest przychód. Zgodnie z klasyfikacją podatków polskich do podatków przychodowych zaliczamy dwa podatki: podatek rolny i podatek leśny.